# Артър Кларк
Сър Артър Чарлс Кларк (на английски: Arthur Charles Clarke) (16 декември 1917 – 19 март 2008) е британски писател и изобретател, най-известен с научнофантастичния си роман „Одисея в космоса“.

## Биография
Роден е в Майнхед, графство Съмърсет, Великобритания.
След като завършва училище работи като ревизор в Лондон. По време на Втората световна война Кларк служи като лейтенант в американските ВВС. Има диплома по математика и физика от Кралския колеж (Кингс колидж) в Лондон, където учи след края на войната.
След 1956 г. живее постоянно в Коломбо, столицата на Шри Ланка, на която страна е гражданин от 1960 г.

## Принос в развитието на космическите апарати
През 1945 г. в своята статия „Извънземни ретранслатори“ („Extra-Terrestrial Relays“), публикувана в списание Wireless World, Кларк предлага идеята си за създаване на система за телекомуникация чрез спътници, разположени на геостационарна орбита, която би позволила да се създаде глобална система за връзка. Идеята впоследствие е реализирана чрез комуникационните сателити и през II-ата половина на 20 век осигурява предаване на практически всички комуникации, включително – Интернет. Като признание за приноса му, геостационарната орбита се нарича и Орбита на Кларк, но той самият не извлича дивиденти от него, въпреки възможността, която е имал да патентова идеята си за тази система, от която обяснява, че е предпочел да не се възползва с оглед на благото на човечеството, а също и защото е очаквал тя да може да стане реалност едва в по-далечно бъдеще. През 1954 г. в писмо до директора на научния отдел на Американската национална метеорологична служба Хари Векслер, Кларк предполага, че орбиталните спътници могат да се използват за прогнозиране на времето; тази идея също намира приложение.
Артър Кларк коментира директните телевизионни репортажи за експедициите до Луната на космическите кораби Аполо 11, Аполо 12 и Аполо 15 заедно с Уолтър Кронкайт и Уилям Шира.

## Литературна дейност
Неговото първо научнофантастично произведение е разказът „Амбразура“, който излиза през 1946 г. Някои от най-известните му произведения са „Фонтаните на рая“, „Среща с Рама“ и „Градът и звездите“.
Неговия разказ „The Sentinel“ е превърнат във филма 2001: Космическа Одисея от Стенли Кубрик. Романът „2001: Космическа Одисея“ излиза докато Кларк и Стенли Кубрик работят по сценария на филма.
Артър Кларк е носител на Ордена на Британската империя, а през 1962 г. е награден с премията „Калинг“, за постижения в популяризирането на науката.

### Романи
| Първо издаване | Заглавие в оригинал            | Съавтори               | Заглавие на български                  | Издания на български |
| -------------- | ------------------------------ | ---------------------- | -------------------------------------- | --- |
| 1948           | Against the Fall of Night      |                        |                                        | |
| 1951           | Prelude to Space               |                        |                                        | |
| 1951           | The Sands of Mars              |                        |                                        | |
| 1952           | Islands in the Sky             |                        |                                        | |
| 1953           | Childhood's End                |                        | Краят на детството                     | 1993 – Издателство: „Полюси“. Превод: Роман Сушков. |
| 1955           | Earthlight                     |                        | Земна светлина                         | 1998 – Издателство: „Камея“. Превод: Владимир Зарков. (ISBN 954834047X) |
| 1956           | The City and the Stars         |                        | Градът и звездите                      | 1987 – Издателство: „Отечество“. Превод: Любомир Николов. |
| 1957           | The Deep Range                 |                        |                                        | |
| 1961           | A Fall of Moondust             |                        | Лунен прах                             | 1975 – Издателство: „Народна култура“. Превод: Александър Хрусанов. |
| 1963           | Dolphin Island                 |                        | Островът на делфините                  | 1988 – Издателство: „Отечество“. Превод: Цветан Петков. |
| 1963           | Glide Path                     |                        |                                        | |
| 1968           | 2001: A Space Odyssey          |                        | Една одисея в космоса през 2001 година | 1982 – Издателство: „Наука и изкуство“. Превод: Владимир Джейков. 1987 – Издателство: „Наука и изкуство“. Превод: Владимир Джейков. 2003 – (сборник) Издателство: „Бард“. Превод: Владимир Джейков. (ISBN 9545854162) |
| 1972           | Rendezvous with Rama           |                        | Среща с Рама                           | 1979 – Издателство: „Георги Бакалов“. Превод: Александър Бояджиев. 2010 – (сборник) Издателство: „Бард“. Превод: Александър Бояджиев. (ISBN 9546551580)                                                               |
| 1976           | Imperial Earth                 |                        | Земя имперска                          | 1998 – Издателство: „Офир“. Превод: Иван Златарски. (ISBN 9548811057) |
| 1979           | The Fountains of Paradise      |                        | Фонтаните на Рая                       | 1996 – Издателство: „Камея“. Превод: Любомир Спиров. (ISBN 9548340167) |
| 1982           | 2010: Odyssey Two              |                        | 2010: Одисея втора                     | 1993 – Издателство: „Бард“. Превод: Мария Донева. 2003 – (сборник) Издателство: „Бард“. Превод: Мария Донева. (ISBN 9545854162)                                                                                       |
| 1986           | The Songs of Distant Earth     |                        | Песните на далечната Земя              | 1990 – Издателство: „Народна младеж“. Превод: Румяна Танева. |
| 1987           | 2061: Odyssey Three            |                        | 2061: Одисея трета                     | 1993 – Издателство: „Орфия“. Превод: Живко Тодоров. (ISBN 9544440259) 2003 – (сборник) Издателство: „Бард“. Превод: Живко Тодоров. (ISBN 9545854162)                                                                  |
| 1988           | Cradle                         | Джентри Лий            |                                        | |
| 1989           | Rama II                        | Джентри Лий            | Рама II                                | 1995 – (2 тома) Издателство: „Калпазанов“. Превод: Албена Георгиева, Николай Акимов. 2010 – (сборник) Издателство: „Бард“. Превод: Албена Георгиева, Николай Акимов. (ISBN 9546551580)                                |
| 1990           | Beyond the Fall of Night       | Грегъри Бенфорд        |                                        | |
| 1990           | The Ghost from the Grand Banks |                        | Призракът от големите плитчини         | 1994 – Издателство: „Зебра 2001“. Превод: Анни Джелепова. (ISBN 9548461013) |
| 1991           | The Garden of Rama             | Джентри Лий            | Градината на Рама                      | 1995 – (2 тома) Издателство: „Калпазанов“. Превод: Надежда Гаврилова. 2011 – (сборник) Издателство: „Бард“. Превод: Надежда Гаврилова. (ISBN 9546551832)                                                              |
| 1993           | Rama Revealed                  | Джентри Лий            | Рама се разкрива                       | 1996 – (2 тома) Издателство: „Калпазанов“. Превод: Диана Кутева, Стамен Димов. 2011 – (сборник) Издателство: „Бард“. Превод: Диана Кутева, Стамен Димов. (ISBN 9546551832)                                            |
| 1993           | The Hammer of God              |                        | Чукът на бога                          | 1993 – Издателство: „Алекс принт“. Превод: Цвета Георгиева. (ISBN 954826112X) |
| 1996           | Richter 10                     | Майк Маккуей           | 10-а по Рихтер                         | 1997 – Издателство: „Бард“. Превод: Крум Бъчваров. |
| 1997           | 3001: The Final Odyssey        |                        | 3001: Последната одисея                | 1998 – Издателство: „Бард“. Превод: Крум Бъчваров. 2003 – (сборник) Издателство: „Бард“. Превод: Крум Бъчваров. (ISBN 9545854162)                                                                                     |
| 1999           | The Trigger                    | Майкъл П. Кюб-Макдауел | Спусъкът                               | 2001 – Издателство: „Бард“. Превод: Крум Бъчваров. (ISBN 9545852240) |
| 2000           | The Light of Other Days        | Стивън Бакстър         | Светлината на другия ден               | 2000 – Издателство: „Бард“. Превод: Крум Бъчваров. (ISBN 9545851511) |
| 2003           | Time's Eye                     | Стивън Бакстър         | Окото на времето                       | 2005 – Издателство: „Бард“. Превод: Юлиян Стойнов. (ISBN 9545855959) |
| 2005           | Sunstorm                       | Стивън Бакстър         | Слънчева буря                          | 2005 – Издателство: „Бард“. Превод: Крум Бъчваров. (ISBN 9545856629) |
| 2007           | Firstborn                      | Стивън Бакстър         | Първородните                           | 2008 – Издателство: „Бард“. Превод: Юлиян Стойнов. (ISBN 9545859700) |
| 2008           | The Last Theorem               | Фредерик Пол           | Последната теорема                     | 2009 – Издателство: „Бард“. Превод: Милена Илиева. (ISBN 9546550675) |